# USS Lexington (CV-2)
Лексінгтон (англ. USS Lexington (CV-2) — американський важкий ударний авіаносець типу «Лексінгтон»

## Історія служби

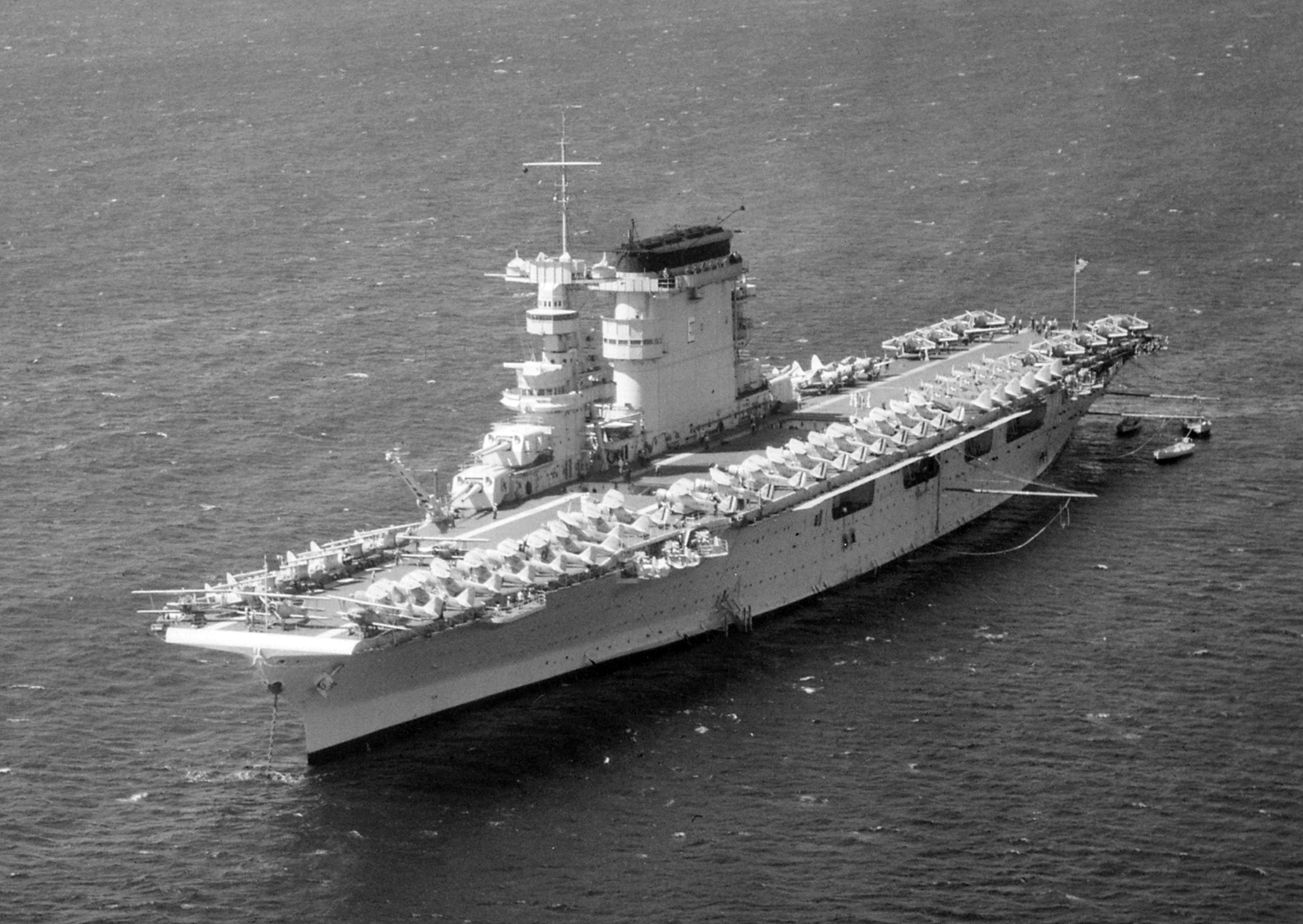
Авіаносець «Лексінгтон» до модернізації

Авіаносець ВМС США «Лексінгтон» був спущений на воду в жовтні 1925 року та вступив у стрій в грудні 1927 року. Служив на Тихому океані, брав участь у маневрах флоту.

### Початок війни
В момент нападу японців на Перл-Гарбор «Лексінгтон» (командир — капітан першого рангу Ф.Шерман) разом з «Ентерпрайзом» перебував в морі за 425 миль на південний схід від Мідуею, тому зміг уникнути катастрофи.
Наприкінці січня 1942 року «Лексінгтон» брав участь в операції проти Островів Гілберта та Маршаллових Островів, забезпечуючи прикриття інших з'єднань. Потім він прикривав конвой від Панамського каналу на Фіджі, після чого вирушив до острова Нова Британія для атаки японської бази Рабаул, де базувалась 4-та японська авіагрупа (36 торпедоносців-винищувачів G4M «Бетті», 36 винищувачів А6М «Зеро») та ескадрилья «Йокогама» (18 літаючих човнів Н6К «Мейвіс»).

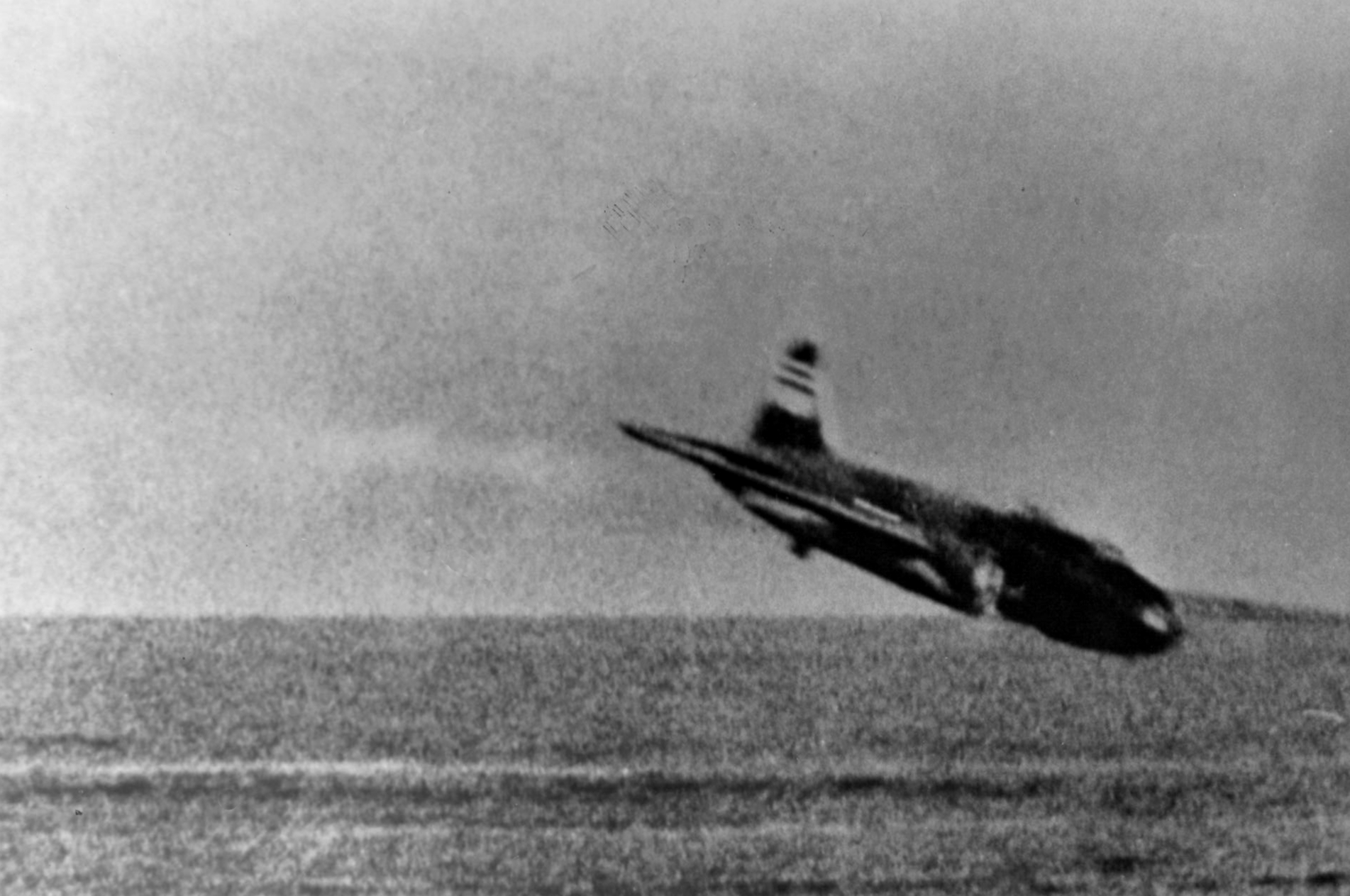
Торпедоносець G4M «Бетті», сфотографований з «Лексінгтона» 20 лютого 1942 року

Вранці 20 лютого над з'єднанням з'явились два літаючі човни з Рабаула. І хоча винищувачі з «Лексінгтона» незабаром збили їх, вони сповістили по радіо про наближення противника. Піднімати літаки в повітря було рано — ціль знаходилась на 150 миль далі від радіуса дії застарілих «Девастейторів». Американці продовжували зближення. Незабаром після полудня радар «Лексінгтона» помітив за 85 миль японські літаки — 18 машин G4M «Бетті» двома групами йшли в атаку на авіаносець без прикриття винищувачами. Перший бій показав недостатньо чітку організацію протиповітряної оборони американських літаків. Зенітний вогонь становив загрозу більше для своїх літаків, ніж для нападників. Тільки виняткова вразливість «Бетті» (які за свою займистість отримали серед американських льотчиків прізвисько «Ронсон», за назвою марки запальнички) дозволила американцям збити 16 торпедоносців, втративши 2 «Вайлдкети». У кораблі не поцілили, але через втрату раптовості атаку довелось скасувати. Після дозаправлення «Лексінгтон» пішов у Коралове море.
Після 54-денного плавання «Лексінгтон» повернувся до Перл-Гарбора, де пройшов ремонт, у ході якого з нього зняли 203-мм гармати та встановили 4 зчетверених 28-мм автомати. Після ремонту корабель повернувся в південну частину Тихого океану, де взяв участь у битві в Кораловому морі.

### Битва в Кораловому морі

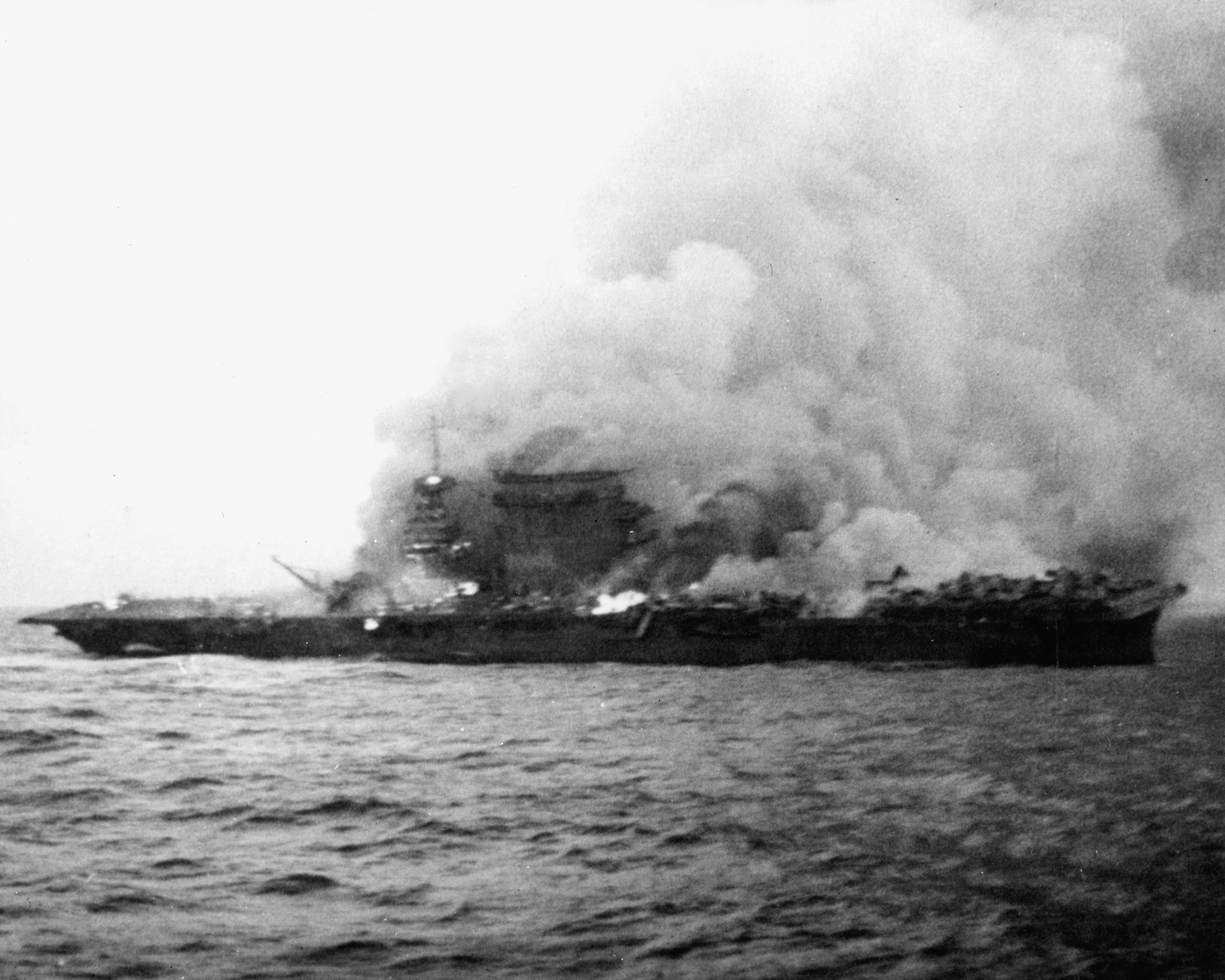
Палаючий «Лексінгтон»

7 травня літаки «Лексінгтона» атакували японський авіаносець «Сьохо». Наступного дня літаки з «Лексінгтона» атакували японські авіаносці «Сьокаку» та «Дзуйкаку», проте не завдали їм жодних пошкоджень. Поки тривала атака, японці завдали удар у відповідь, пробивши двома торпедами лівий борт «Лексінгтона». Крім того, корабель отримав пошкодження від прямого влучання двох бомб та декількох близьких розривів. Внаслідок деформації корпуса сталась розгерметизація ємностей з авіаційним бензином, і коли джерела займання були погашені, вибухонебезпечні випари продовжували розповсюджуватись по кораблю. Через годину після атаки вони здетонували від випадкової іскри, і на авіаносці сталось декілька вибухів. Через шість годин після першого влучання був відданий наказ покинути корабель. Після евакуації членів екіпажу есмінець супроводу «Фелпс» добив палаючий авіаносець торпедами. Втрати екіпажу склали 216 осіб (26 офіцерів та 190 матросів).
За свій короткий бойовий шлях «Лексінгтон» не зміг завдати противнику серйозних втрат, в основному через недосвідченість своїх льотних екіпажів та недосконалість тактики ВМС США. Втрата такого великого авіаносця стала високою платою за перемогу в битві в Кораловому морі.

## Виявлення залишків корабля
Тривалий час місце, де затонув корабель, залишалося невідомим. 4 березня 2018 року дослідники повідомили про знахідку корабля за 800 км від східного узбережжя Австралії на дні Коралового моря на глибині майже 3 км.